# Hospital de Las Tiesas
El Hospital Psiquiátrico Virgen de la Purificación, también conocido como Hospital de Las Tiesas, fue un hospital psiquiátrico de la ciudad española de Albacete activo en el siglo XX y principios del XXI. Inaugurado en 1974, fue uno de los hospitales psiquiátricos más modernos de España.

## Historia
El hospital psiquiátrico fue proyectado inicialmente en 1968 como un grandioso complejo concebido para convertirse en uno de los hospitales de su género más modernos y avanzados de Europa. Contó con un presupuesto de 125 millones de pesetas, comenzando a construirse en 1972. El objetivo del momento era que los enfermos mentales dejaran de ser una carga para sus familias, así como crear un moderno centro alejado del concepto de manicomio de la época.
El hospital fue inaugurado el 30 de mayo de 1974 por los príncipes Sofía y Juan Carlos. Con capacidad para más de 300 personas, fue uno de los más modernos del país. En 2006 fue sustituido por el Centro de Atención a la Salud Mental de Albacete. Desde entonces se han estudiado diferentes proyectos para el complejo.

## Características
El hospital, ubicado al oeste de la capital, fue diseñado por el arquitecto Antonio Escario con una superficie construida de 36 000 metros cuadrados. Estaba formado por pabellones, contando con instalaciones como capilla, teatro, recintos deportivos, jardines, tiendas o peluquería, como si se tratara de una pequeña ciudad para ofrecer a sus habitantes, en este caso los enfermos, una vida normalizada. Sus dependencias eran separadas para hombres y mujeres.
El inmueble forma parte del Registro Docomomo Ibérico.